# ماتيوس ترينداد
ماتيوس ترينداد هو لاعب كرة قدم برازيلي في مركز الوسط، ولد في 6 مارس 1996 في ريو دي جانيرو في البرازيل. لعب مع نادي فلامنغو.

## وصلات خارجية
- ماتيوس ترينداد على موقع قاعدة بيانات كرة القدم.إي يو (الإنجليزية)
- ماتيوس ترينداد على موقع Soccerway.com (الإنجليزية)